# Aljaksandr Jašeŭski
Mons. Aljaksandr Jašeŭski, S.D.B. (* 6. srpna 1974, Smarhoň) je běloruský římskokatolický duchovní, salesián a pomocný biskup minsko-mohylevské arcidiecéze.

## Život
Narodil se 6. srpna 1974 ve Smarhoni.
Vstoupil do kněžského semináře Salesiánů Dona Bosca v polském Czerwińsk nad Wisłą. Filosofická studia absolvoval v salesiánském semináři v Lodži a teologická na Papežské salesiánské univerzitě v Římě, kde také později získal licenciát ze systematické teologie. Roku 1998 složil své věčné sliby a 24. června 2000 jej biskup Aleksander Kaszkiewicz vysvětil na kněze.
Po vysvěcení sloužil ve farnosti svatých Petra a Pavla v Baruny, Nejsvětější Trojice v Žodziški a svatého archanděla Michaela ve Smarhoni. V letech 2001–2002 byl vedoucím noviciátu salesiánů v Okťabrsku. Poté se stal farním administrátorem v Župranech. Od roku 2003 působil jako sekretář Inspektorátu salesiánů Východní Evropy, zastával také funkci vedoucího úřadu pro vzdělávání minsko-mohylevské arcidiecéze. Od roku 2013 byl ekonomem a vikářem salesiánské delegace v Bělorusku.
Dne 9. června 2015 jej papež František jmenoval pomocným biskupem minsko-mohylevské arcidiecéze a titulárním biskupem z Furnos maior. Biskupské svěcení přijal 27. června z rukou arcibiskupa Claudia Gugerottiho a spolusvětiteli byli arcibiskup Tadeusz Kondrusiewicz a biskup Aleksander Kaszkiewicz.